# Heterixalus andrakata
Heterixalus andrakata är en groddjursart som beskrevs av Frank Glaw och Miguel Vences 1991. Heterixalus andrakata ingår i släktet Heterixalus och familjen gräsgrodor. IUCN kategoriserar arten globalt som livskraftig. Inga underarter finns listade i Catalogue of Life.